# Fernando Tabales
Fernando Tabales (Siviglia, 24 settembre 1919 – Siviglia, 29 maggio 1983) è stato un calciatore spagnolo, di ruolo portiere.

## Carriera
Tabales ha esordito a soli 19 anni con l'Athletic Aviación de Madrid (antico nome dell'Atlético Madrid) nella stagione 1939-40, subito dopo la Guerra civile spagnola, conquistando la prima Liga del club. L'anno successivo l'allenatore Ricardo Zamora lo schiera titolare e, nonostante la giovane età, risulta essere il portiere meno battuto della Liga. Con i colchoneros vince due campionati, un Campionato Mancomunado Centro, una Coppa Eva Duarte, una Copa Presidente Federación Castellana de Fútbol e il Trofeo Zamora.